# Paa Nii Lutterodt
Nicholas Halm-Lutterodt, bekannt als Paa Nii Lutterodt (* zwischen Juli 1937 und Juli 1938; † 18. Juli 2006 in Newark, New Jersey, Vereinigte Staaten), war ein ghanaischer Fußballspieler.
„The Fox“ (deutsch der Fuchs), wie Lutterodt genannt wurde, kam acht Jahre lang für Accra Great Olympics zum Einsatz. Nach zwei weiteren Jahren bei Kumasi Asante Kotoko beendete er verletzungsbedingt seine Karriere.
Bei der Afrikameisterschaft 1965 in Tunesien stand Lutterodt im Kader der ghanaischen Nationalmannschaft, die bei diesem Turnier den zweiten Titel in Folge gewann. Die Mannschaft wurde noch 2012 als „Golden Legends“ (deutsch Goldene Legenden) bezeichnet.
Nach langer Krankheit verstarb Lutterodt im Alter von 68 Jahren und wurde am 19. August 2006 auf dem Osu Cemetery beigesetzt.